# Baseball Hall of Fame
National Baseball Hall of Fame and Museum er et museum i byen Cooperstown, New York, USA. Museet er dedikeret til mindet om og studiet af legenderne i amerikansk baseball – både spillere, managere, journalister, kommentatorer og andre. I daglig tale refererer udtrykket "Hall of Fame" mere til denne eksklusive samling af berømtheder end til selve museet.

## Grundlæggelse
Hall of Fame blev grundlagt i 1939 for at promovere Cooperstown, hvis turistindustri næsten var gået nedenom og hjem. Ifølge en apokryf skrøne havde Abner Doubleday fundet på reglerne til baseball i Cooperstown, hvilket blev brugt som reklame for den nyåbnede attraktion. Major League Baseball opdagede hurtigt marketingværdien i sådan en institution, og de bakkede derfor op om projektet.
De første fem stjerner, der blev valgt ind, var spillerne Babe Ruth, Ty Cobb, Honus Wagner, Christy Mathewson og Walter Johnson. I dag er der omtrent 260 mænd i Hall of Fame, hvoraf ca. 215 er spillere.

## Valgets forløb
Spillere er først valgbare, efter de har været pensionerede i fem år. De skal desuden have spillet mindst 10 år i Major League. En liste over de 25-40 bedste kandidater bliver sendt til hvert medlem af de amerikanske baseballjournalisternes forbund (Baseball Writers Association of America). Kandidaterne består både af folk fra den nye årgang, samt dem, der ikke blev valgt ind de foregående år. Hver journalist må stemme på op til 10 kandidater. De personer på listen, der er blevet stemt på af mere end 75% af journalisterne, bliver indsat i Hall of Fame. Dem, der ikke bliver valgt ind, får chancen igen næste år. Efter 15 år på listen bliver de dog droppet.
Selv om en person ikke bliver indlemmet af journalisternes forbund, kan han godt komme ind alligevel, hvis den såkaldte Veterans Committee, som består af (levende) Hall of Fame-medlemmer, vurderer, at han fortjener det.
Der er undersøgelser i gang, som skal finde de største – men ofte oversete – helte fra de sorte spilleres Negro League, før denne blev integreret i Major League Baseball i 1947.
Det giver sig selv, at det årlige valg til Hall of Fame diskuteres vidt og bredt i USA. En langvarig debat går på, om Shoeless Joe Jackson og Pete Rose burde medtages blandt de ærede. Begge spillere blev af Major League Baseballs kommissær udelukket totalt fra sporten, efter de i hhv. 1919 og 1980'erne havde gamblet på baseballkampe (som deres egne hold endda deltog i). Dermed kan de, trods enestående karrierer, ikke vælges ind i Hall of Fame ifølge de gældende regler.

## Museet
Selve museumsbygningen består ikke kun af mindetavler til ære for tidligere tiders stjerner. Der er også en lang række udstillinger med gamle uniformer, bat, kasketter og home run-bolde. Ved siden af museet ligger Doubleday Field, hvor det årlige Hall of Fame Game spilles mellem to Major League-hold, samtidig med at de nyvalgte medlemmer indsættes.